# Мухаммад ибн Сауд Аль Сауд
Мухаммед ибн Сауд Аль Сауд (араб. محمد بن سعود بن عبد العزيز آل سعود‎;  21 марта 1934 — 8 июля 2012) — саудовский принц, сын короля Сауда. Эмир провинции Эль-Баха (с 1987 по 2010) и министр обороны Саудовской Аравии (с 1960 по 1962).

## Биография
Родился в Эр-Рияде 21 марта 1934 года в семье кронпринца Саудовской Аравии Сауда. Его матерью была Барака аль-Разики аль Альмаи.
9 ноября 1953 года умер его дед король Абдул-Азиз и королем стал его отец Сауд. В том же году он возглавил Королевский гвардейский полк.
В 1960 назначен министром обороны Саудовской Аравии. 31 октября 1962 его срок полномочий закончился.
2 ноября 1964 был смещён его отец.
В ноябре 1964 принц заявил о своей преданности королю Фейсалу
В 1987 назначен эмиром провинции Эль Баха ,до этого был заместителем губернатора с 1962 по 1987 годы. В 2010 ушел из политики, из-за проблем со здоровьем. Его младший брат Мишари сменил его на посту губерантора. Был одним из членов Совета Верности.
Умер 8 июля 2012 года. Похоронен в Эр-Рияде.
Имел 4 жены и 4 детей (3 сына и одну дочь).
- принц Фейсал (род. 1953) — заместитель губернатора Эль Баха (1988—2011)
- принц Халид
- принц Мишааль (род.1956) — бизнесмен и филантроп
- принцесса Нура